# Eleni Daniilidou
Eleni Daniilidou es una tenista profesional nacida el 19 de septiembre de 1982 en Hania, Grecia.

## Títulos (8; 5+3)

### Individuales

#### Títulos (5)
| Categoría             |
| --------------------- |
| Grand Slam (0)        |
| Juegos Olímpicos (0)  |
| WTA Championships (0) |
| Tier I (0)            |
| Tier II (0)           |
| Tier III (1)          |
| Tier IV & V (4)       |

| N.º | Fecha                | Torneo           | Superficie | Oponente en la final | Resultado      |
| --- | -------------------- | ---------------- | ---------- | -------------------- | -------------- |
| 1.  | 28 de junio de 2002  | 's-Hertogenbosch | Hierba     | Yelena Dementieva    | 3-6, 6-2, 6-3  |
| 2.  | 11 de enero de 2003  | Auckland         | Dura       | Yoon-jeong Cho       | 6-4 4-6 7-6(2) |
| 3.  | 16 de enero de 2004  | Auckland         | Dura       | Ashley Harkleroad    | 6-3 6-2        |
| 4.  | 7 de octubre de 2006 | Seúl             | Dura       | Ai Sugiyama          | 6-3 2-6 7-6(3) |
| 5.  | 17 de enero de 2008  | Hobart           | Dura       | Vera Zvonareva       | w/o            |

#### Finalista (1)
| Categoría             |
| --------------------- |
| Grand Slam (0)        |
| Juegos Olímpicos (0)  |
| WTA Championships (0) |
| Tier I (0)            |
| Tier II (1)           |
| Tier III (0)          |
| Tier IV & V (0)       |

| N.º | Fecha                    | Torneo | Superficie | Oponente en la final | Resultado     |
| --- | ------------------------ | ------ | ---------- | -------------------- | ------------- |
| 1.  | 14 de septiembre de 2002 | Bahía  | Dura       | Anastasiya Myskina   | 3-6, 6-0, 2-6 |

### Dobles

#### Títulos (3)
| Antes de 2009         | Desde 2009            |
| --------------------- | --------------------- |
| Grand Slam (0)        |                       |
| Juegos Olímpicos (0)  |                       |
| WTA Championships (0) |                       |
| Tier I (0)            | Premier Mandatory (0) |
| Tier II (1)           | Premier 5 (0)         |
| Tier III (0)          | Premier (0)           |
| Tier IV & V (0)       | International (2)     |

| N.º | Fecha                    | Torneo   | Superficie | Pareja             | Oponentess en la final               | Resultado        |
| --- | ------------------------ | -------- | ---------- | ------------------ | ------------------------------------ | ---------------- |
| 1.  | 12 de junio de 2004      | Stanford | Dura       | Nicole Pratt       | Iveta Benešová Claudine Schaul       | 6-2, 6-4         |
| 2.  | 26 de julio de 2010      | Estambul | Dura       | Jasmin Wöhr        | Maria Kondratieva Vladimíra Uhlířová | 6-4, 1-6, [11-9] |
| 3.  | 16 de septiembre de 2011 | Taskent  | Dura       | Vitalia Diatchenko | Lyudmyla Kichenok Nadiya Kichenok    | 6-4, 6-3         |

#### Finalista (9)
| Antes de 2009         | Desde 2009            |
| --------------------- | --------------------- |
| Grand Slam (0)        |                       |
| Juegos Olímpicos (0)  |                       |
| WTA Championships (0) |                       |
| Tier I (0)            | Premier Mandatory (0) |
| Tier II (2)           | Premier 5 (0)         |
| Tier III (2)          | Premier (0)           |
| Tier IV & V (2)       | International (1)     |

| N.º | Fecha                    | Torneo      | Superficie    | Pareja              | Oponentess en la final                         | Resultado           |
| --- | ------------------------ | ----------- | ------------- | ------------------- | ---------------------------------------------- | ------------------- |
| 1.  | 4 de mayo de 2003        | Varsovia    | Tierra batida | Francesca Schiavone | Liezel Huber Magdalena Maleeva                 | 6-3, 4-6, 2-6       |
| 2.  | 16 de febrero de 2004    | Amberes     | Dura          | Myriam Casanova     | Cara Black Els Callens                         | 2-6, 1-6            |
| 3.  | 12 de junio de 2005      | Birmingham  | Hierba        | Jennifer Russell    | Daniela Hantuchová Ai Sugiyama                 | 2-6, 3-6            |
| 4.  | 30 de noviembre de 2006  | Hasselt     | Moqueta       | Jasmin Wöhr         | Lisa Raymond Samantha Stosur                   | 2-6, 3-6            |
| 5.  | 24 de septiembre de 2007 | Seúl        | Dura          | Jasmin Wöhr         | Chuang Chia-jung Hsieh Su-wei                  | 2-6, 2-6            |
| 6.  | 7 de enero de 2008       | Horbat      | Dura          | Jasmin Wöhr         | Anabel Medina Garrigues Virginia Ruano Pascual | 2-6, 4-6            |
| 7.  | 30 de abril de 2011      | Estoril     | Tierra batida | Michaëlla Krajicek  | Alisa Kleybanova Galina Voskoboeva             | 4-6, 2-6            |
| 8.  | 21 de julio de 2013      | Bad Gastein | Tierra batida | Kristina Barrois    | Sandra Klemenschits Andreja Klepač             | 1–6, 4–6            |
| 9.  | 28 de julio de 2013      | Bakú        | Dura          | Aleksandra Krunić   | Irina Buryachok Oksana Kalashnikova            | 4–6, 7–6(3), [10–4] |

## Clasificación en torneos del Grand Slam en individuales
| Torneo                 | 2001 | 2002 | 2003 | 2004 | 2005 | 2006 | 2007 | 2008 | 2009 | 2010 | 2011 | 2012 | Títulos |
| ---------------------- | ---- | ---- | ---- | ---- | ---- | ---- | ---- | ---- | ---- | ---- | ---- | ---- | ------- |
| Australian Open        | -    | 3R   | 4R   | 3R   | 1R   | 1R   | 1R   | 1R   | -    | -    | -    | 2R   | 0       |
| Roland Garros          | -    | 2R   | 3R   | 1R   | 1R   | 1R   | 1R   | -    | -    | -    | 1R   |      | 0       |
| Wimbledon              | 2R   | 4R   | 2R   | 1R   | 3R   | 1R   | 2R   | -    | -    | 1R   | 2R   |      | 0       |
| US Open                | 3R   | 1R   | 1R   | 4R   | 1R   | 2R   | 2R   | 1R   | -    | -    | 1R   |      | 0       |
| WTA Tour Championships | -    | -    | -    | -    | -    | -    | -    | -    | -    | -    | -    | -    | 0       |